# Athyrma rufiscripta
Athyrma rufiscripta är en fjärilsart som beskrevs av George Francis Hampson 1926. Athyrma rufiscripta ingår i släktet Athyrma och familjen nattflyn. Inga underarter finns listade i Catalogue of Life.